# گمینا یاووژه
گمینا یاووژه (به لهستانی:  Gmina Jaworze) یک گمینا در لهستان است که در شهرستان بیلسکو واقع شده‌است. گمینا یاووژه ۲۱٫۳۲ کیلومتر مربع مساحت و ۶٬۵۳۷ نفر جمعیت دارد.